# Denis Pankratov
Denis Vladimirovitsj Pankratov (Russisch: Денис Владимирович Панкратов) (Wolgograd, 4 juli 1974) is een voormalige Russisch zwemmer. Hij groeide midden jaren negentig uit tot 's werelds beste vlinderslagzwemmer.
Pankratov maakte naam als De Duikboot vanwege zijn fenomenale onderwatertechniek, die hem in staat stelde om lange tijd onder water te blijven en een hoge snelheid te ontwikkelen. Mede door toedoen van de explosieve Rus besloot de wereldzwembond FINA het onderwaterzwemmen enigszins aan banden te leggen: voortaan mocht een zwemmer na de start of een keerpunt niet langer dan vijftien meter onderwater blijven.
Als tiener zegevierde Pankratov op de vlinderslag bij de Europese jeugdkampioenschappen van 1990 en 1991. Een jaar later maakte hij zijn debuut bij de Olympische Spelen in Barcelona, waar hij als zesde eindigde in de finale van de 200 meter vlinderslag.
Pankratovs grote doorbraak kwam evenwel een jaar later bij de Europese kampioenschappen langebaan (50 meter) in Sheffield, alwaar hij drie medailles won: goud op de 200 vlinder en de 4x100 wisselslagestafette, en zilver op de 100 vlinder. Twee jaar later, toen Wenen gastheer was van de Europese titelstrijd, won hij op alle drie bovenstaande onderdelen de gouden medaille. Bovendien scherpte hij in de Oostenrijkse hoofdstad het negen jaar oude wereldrecord van de Amerikaan Pablo Morales op de 100 vlinder aan tot 52,32.
Een jaar eerder, bij de wereldkampioenschappen langebaan in Rome, zegevierde de Rus op de 200 vlinder, en won hij zilver (4x100 wissel) en brons (100 vlinder). Zijn hoogtepunt beleefde Pankratov evenwel bij de Olympische Spelen van 1996 in Atlanta. Hij won twee gouden medailles (100 en 200 vlinder) en één zilveren plak (4x100 wissel). Zijn tijd op de 100 vlinder (52,27) betekende een verbetering van zijn eigen, één jaar oude wereldrecord.
Na 'Atlanta' trad het verval in: Pankratov werd voorbijgezwommen door zijn concurrenten, onder wie de Australiër van Poolse afkomst, Michael Klim. Bij de Olympische Spelen van Sydney in 2000, zijn derde olympische optreden op rij, kwam de titelverdediger niet verder dan de zevende plaats op de 200 vlinder. In totaal vestigde Pankratov zeven wereldrecords, waarvan drie op de langebaan en vier op de kortebaan (25 meter). 
Pankratov is de enige Russische zwemmer uit de geschiedenis die ooit een olympische medaille won op de 100 meter vlinderslag. 

## Internationale erelijst

### 1990
Europese jeugdkampioenschappen (langebaan) in Duinkerke:
- Eerste op de 200 meter vlinderslag 2.01,77

### 1991
Europese jeugdkampioenschappen (langebaan) in Antwerpen:
- Eerste op de 100 meter vlinderslag 55,01
- Derde op de 200 meter vlinderslag 2.01,73

### 1992
Olympische Spelen (langebaan) in Barcelona:
- Zesde op de 200 meter vlinderslag 1.58,98

### 1993
Europese kampioenschappen langebaan (50 meter) in Sheffield:
- Tweede op de 100 meter vlinderslag 53,43
- Eerste op de 200 meter vlinderslag 1.56,25
- Eerste op de 4x100 meter wisselslag 3.38,90

### 1994
Wereldkampioenschappen langebaan (50 meter) in Rome:
- Derde op de 100 meter vlinderslag 53,68
- Eerste op de 200 meter vlinderslag 1.56,54
- Tweede op de 4x100 meter wisselslag 3.38,28

### 1995
Europese kampioenschappen langebaan in Wenen:
- Eerste op de 100 meter vlinderslag 52,32
- Eerste op de 200 meter vlinderslag 1.56,34
- Eerste op de 4x100 meter wisselslag 3.38,11

### 1996
Olympische Spelen (langebaan) in Atlanta:
- Eerste op de 100 meter vlinderslag 52,27
- Eerste op de 200 meter vlinderslag 1.56,51
- Tweede op de 4x100 meter wisselslag 3.37,55

### 1997
Wereldkampioenschappen kortebaan (25 meter) in Göteborg:
- Negende op de 100 meter vlinderslag 52,48

Europese kampioenschappen langebaan (50 meter) in Sevilla:
- Zesde op de 100 meter vlinderslag 54,00

### 1999
Wereldkampioenschappen kortebaan (25 meter) in Hongkong:
- Tiende op de 100 meter vlinderslag 53,00
- Vierde op de 200 meter vlinderslag 1.55,65

Europese kampioenschappen langebaan (50 meter) in Istanboel:
- Tiende op de 200 meter vlinderslag 2.00,58

### 2000
Europese kampioenschappen langebaan (50 meter) in Helsinki:
- Tiende op de 200 meter vlinderslag 2.00,57

Olympische Spelen (langebaan) in Sydney:
- Zevende op de 200 meter vlinderslag 1.57,97

Europese kampioenschappen kortebaan (25 meter) in Valencia: 
- Elfde op de 50 meter vlinderslag 24,41
- Zevende op de 100 meter vlinderslag 52,94

1968: Doug Russell ·
1972: Mark Spitz ·
1976: Matt Vogel ·
1980: Pär Arvidsson ·
1984: Michael Groß ·
1988: Anthony Nesty ·
1992: Pablo Morales ·
1996: Denis Pankratov ·
2000: Lars Frölander ·
2004: Michael Phelps ·
2008: Michael Phelps ·
2012: Michael Phelps ·
2016: Joseph Schooling ·
2020: Caeleb Dressel ·
2024: Kristóf Milák
1956: Bill Yorzyk ·
1960: Mike Troy ·
1964: Kevin Berry ·
1968: Carl Robie ·
1972: Mark Spitz ·
1976: Mike Bruner ·
1980: Sergej Fesenko ·
1984: Jon Sieben ·
1988: Michael Groß ·
1992: Melvin Stewart ·
1996: Denis Pankratov ·
2000: Tom Malchow ·
2004: Michael Phelps ·
2008: Michael Phelps ·
2012: Chad le Clos ·
2016: Michael Phelps ·
2020: Kristóf Milák ·
2024: Léon Marchand